# Sarojini Naidu
Sarojini Naidu, nata Chattopadhyay (Hyderabad, 13 febbraio 1879 – Lucknow, 2 marzo 1949) è stata una politica e poetessa indiana.
Sostenitrice dei diritti civili, dell'emancipazione delle donne e delle idee antimperialiste, è stata una figura importante nella lotta dell'India per l'indipendenza dal dominio coloniale. Il lavoro di Naidu come poetessa le è valso il soprannome di Usignolo dell'India del Mahatma Gandhi. Era chiamata Bharat Kokila da Rabindranath Tagore.

## Primi anni
Sarojini Naidu nacque a Hyderabad da Aghorenath Chattopadhyay, un bramino bengalese preside del Nizam College di Hyderabad, e da Barada Sundari Devi Chattopadhyay, una poetessa bengalese. 

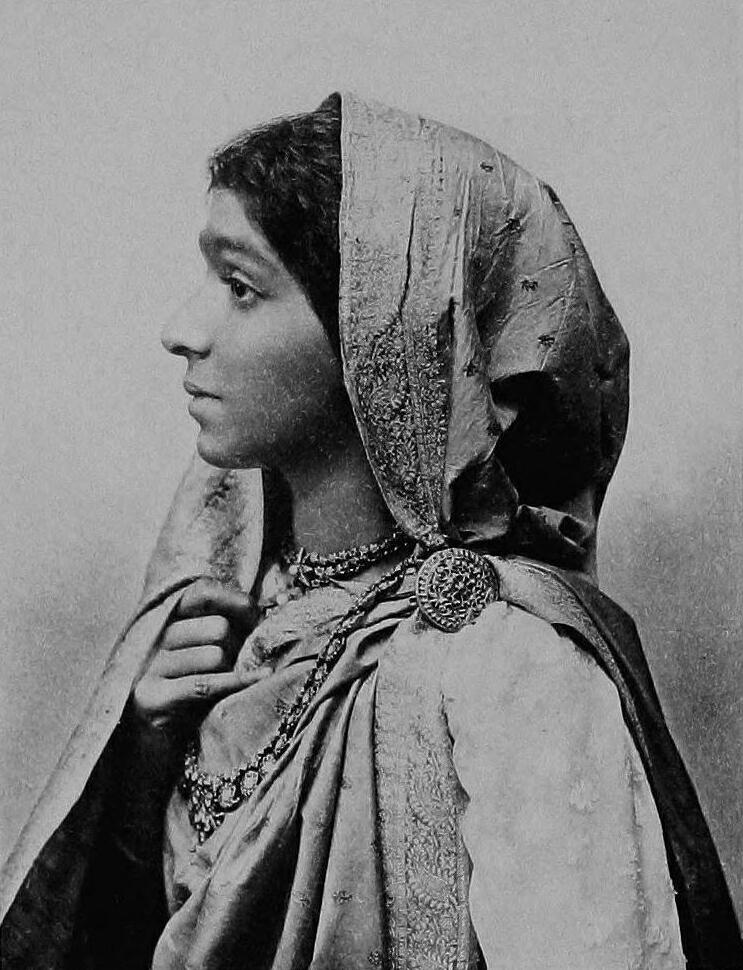
Sarojini Naidu nel 1912

Era la maggiore di otto fratelli. Suo fratello Virendranath Chattopadhyay era un rivoluzionario e un altro fratello Harindranath era un poeta, drammaturgo e attore. La loro famiglia era ben considerata a Hyderabad, non solo per aver gestito il Nizam College, ma anche per il fatto che fossero gli artisti più famosi della città in quel momento. Essere un artista nell'era del dominio britannico in India era considerata una carriera rischiosa, ma con i loro valori progressisti la perseguirono comunque.
Nel 1895 Mahbub Ali Khan le diede la possibilità di studiare in Inghilterra, prima al King's College di Londra e poi al Girton College di Cambridge.
Dopo gli studi, all'età di 19 anni, sposò il medico Paidipati Govindarajulu Naidu. A quel tempo i matrimoni tra caste non erano così comuni come lo sono oggi, ma entrambe le loro famiglie approvarono la loro unione. Il fatto che Sarojini fosse del Bengala e Paidipati Naidu dell'Andhra Pradesh fece sì che il matrimonio fosse basato su due culture diverse. La coppia ebbe cinque figli, una delle quali, Padmaja Naidu, si unì al movimento per l'indipendenza, fece parte del movimento Quit India e fu nominata governatrice dello Stato dell'Uttar Pradesh subito dopo l'indipendenza indiana.

## Carriera politica

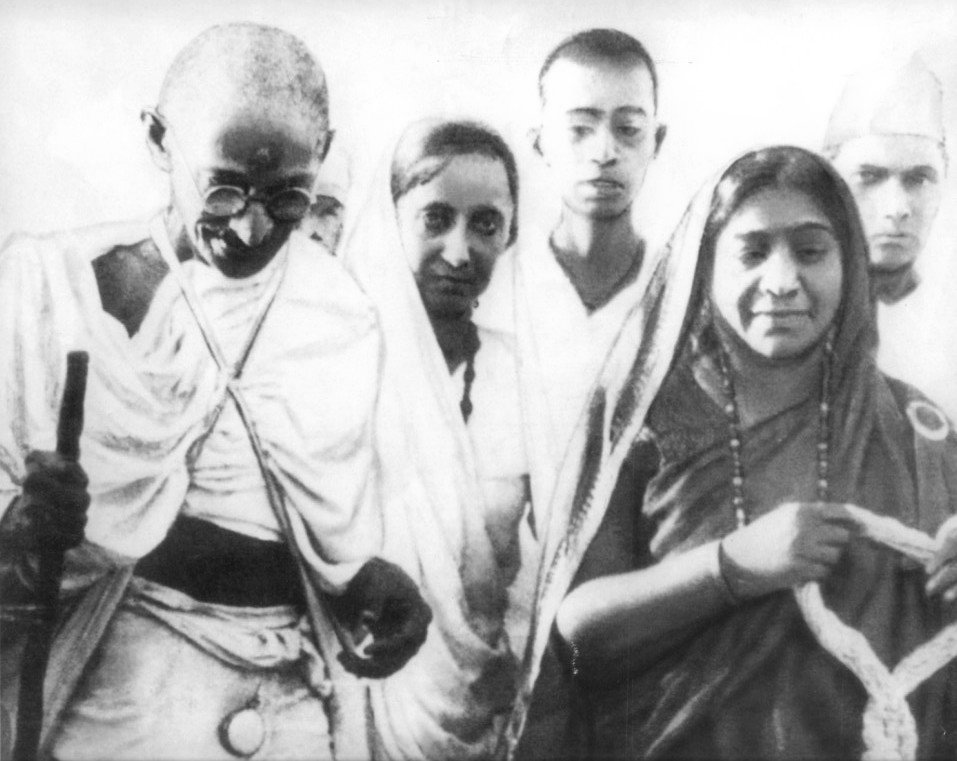
Sarojini Naidu (estrema destra) con il Mahatma Gandhi durante il Satyagraha del sale, 1930

Naidu si unì al movimento indipendentista indiano sulla scia della spartizione del Bengala nel 1905. Presto incontrò altri leader come Gopal Krishna Gokhale, Rabindranath Tagore, Mahatma Gandhi e fu ispirata a lavorare per raggiungere la libertà dal regime coloniale e la riforma sociale.
Tra il 1915 e il 1918 viaggiò in diverse regioni dell'India tenendo conferenze sul benessere sociale, sull'emancipazione delle donne e sul nazionalismo. Inoltre contribuì a fondare la Women's Indian Association (WIA) nel 1917, anno in cui accompagnò la sua collega Annie Besant, presidente della Home Rule League e della Women's Indian Association, per presentare la richiesta del suffragio universale davanti al Joint Select Committee di Londra, città in cui si recò nuovamente nel 1919 come parte della All India Home Rule League per difendere la libertà dal dominio britannico. Al ritorno in India nel 1920, si unì al movimento Satyagraha di Gandhi.

### Presidente del Congresso e maggiore coinvolgimento nel movimento per l'indipendenza
Nel 1925 divenne la prima donna indiana e la seconda in assoluto a presiedere la sessione del Congresso nazionale indiano a Cawnpore (ora Kanpur). Nel suo discorso recitò: "Nella battaglia per la libertà, la paura è un imperdonabile tradimento, e la disperazione l'unico peccato imperdonabile".

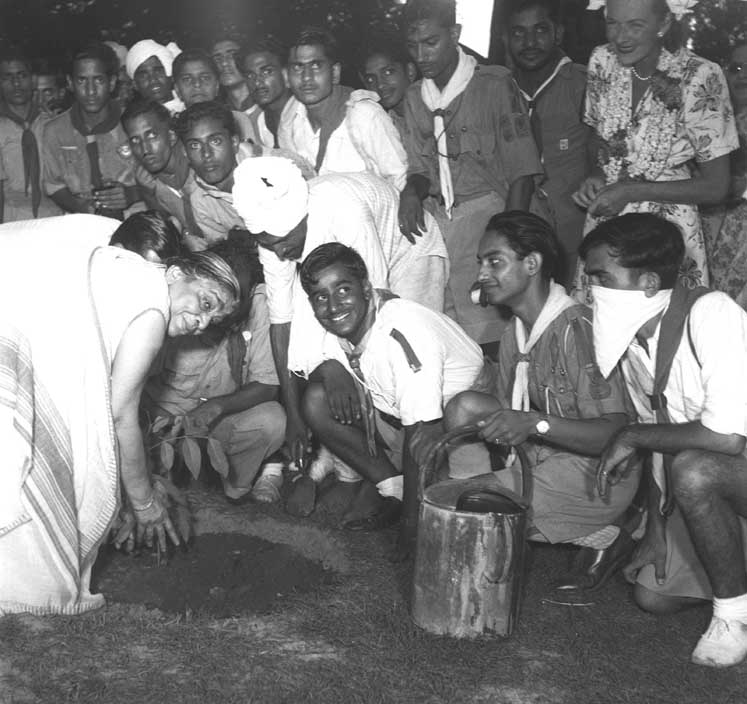
Sarojini Naidu pianta un albero a Mehrauli, Delhi.

Naidu fu arrestata, insieme ad altri leader del Congresso tra cui Gandhi, Jawaharlal Nehru e Madan Mohan Malaviya per aver partecipato alla marcia del sale del 1930. L'Indian National Congress decise di tenersi alla larga dalla prima Round Table Conference svoltasi a Londra a causa degli arresti.
Nel 1931 tuttavia, Naidu e altri leader del partito del Congresso parteciparono alla seconda Round Table guidata dal viceré Lord Irwin sulla scia del patto Gandhi-Irwin.
Naidu fu una delle figure principali ad aver guidato il movimento per la disobbedienza civile e il Movimento Quit India guidato da Gandhi. Fu più volte arrestata dalle autorità britanniche in quel periodo e trascorse più di 21 mesi in prigione.

### Governatrice delle Province Unite
Dopo l'indipendenza dell'India dal dominio britannico nel 1947, Naidu fu nominata governatrice delle Province Unite (l'attuale Uttar Pradesh), diventando la prima donna governatrice dell'India. Rimase in carica fino alla sua morte nel marzo 1949.

## Carriera letteraria
Naidu iniziò a scrivere all'età di 12 anni. La sua commedia Maher Muneer, scritta in persiano, impressionò il Nizam del Regno di Hyderabad.
Nel 1905 fu pubblicata la sua prima raccolta di poesie, intitolata The Golden Threshold. Il volume conteneva un'introduzione di Arthur Symons. Le sue poesie ricevettero il plauso di eminenti politici indiani come Gopal Krishna Gokhale.
La poesia di Naidu Nei bazar di Hyderabad fu pubblicata come parte di The Bird of Time con le sue altre poesie nel 1912. L'opera fu ben accolta dalla critica, che notò in vari modi l'uso viscerale di Naidu di ricche immagini sensoriali nei suoi scritti.
The Feather of The Dawn, che conteneva poesie scritte nel 1927 da Naidu, fu curato e pubblicato postumo nel 1961 da sua figlia Padmaja Naidu.

## Morte ed eredità
Naidu morì per arresto cardiaco nel 1949 presso la Government House di Lucknow. Al suo ritorno da Nuova Delhi le fu consigliato di riposarsi dai suoi medici e tutti gli impegni ufficiali furono annullati. La sua salute peggiorò notevolmente e le fu eseguito un salasso dopo che si era lamentata di un forte mal di testa. Morì dopo un collasso a seguito di un attacco di tosse. I funerali si tennero presso il fiume Gomati.
Analizzando la sua eredità politica, lo scrittore e filosofo inglese Aldous Huxley scrisse: "È stata nostra fortuna, mentre eravamo a Bombay, incontrare Mrs. Sarojini Naidu, neoeletta presidente dell'All-India Congress, una donna che combina nel modo più straordinario grande potere intellettuale con fascino, dolcezza ed energia coraggiosa, un'ampia cultura con originalità e serietà con umorismo. Se tutti i politici indiani sono come Mrs. Naidu, allora il paese è davvero fortunato."

## Opere
- 1905: The Golden Threshold, United Kingdom[18].
- 1912: The Bird of Time: Songs of Life, Death & the Spring, London[19].
- 1917: The Broken Wing: Songs of Love, Death and the Spring, including "The Gift of India"[20].
- 1919: Muhammad Jinnah: An Ambassador of Unity[21].
- 1943: The Sceptred Flute: Songs of India, Allahabad: Kitabistan, pubblicato postumo.
- 1961: The Feather of the Dawn, pubblicato postumo, edito da sua figlia Padmaja Naidu.
- 1971:The Indian Weavers[22].

## Premi e riconoscimenti
Naidu ricevette la medaglia Kaisar-i-Hind dal governo britannico per il suo lavoro durante l'epidemia di peste in India, che in seguito restituì per protesta contro il massacro di Jallianwala Bagh dell'aprile 1919.
Per il suo lavoro nel campo della scrittura di poesie, Naidu ricevette il titolo di Usignolo dell'India.
Naidu è stata inserita nell'elenco delle "150 donne leader" dall'Università di Londra per celebrare i 150 anni dall'ottenimento dell'accesso all'istruzione superiore da parte delle donne nel Regno Unito nel 2018.
Le è stato dedicato l'asteroide 5647 Sarojininaidu, scoperto da Eleanor Helin all'Osservatorio Palomar nel 1990.